# Szófiai-medence

A Szófiai-medence (bolgárul: Софийска котловина; Szofijszka kotlovina) Bulgária egyik medencéje. Itt fekszik az ország fővárosa, Szófia.

## Jellemzői
Ellipszis alakú, besüllyedt síkság; átlagos tengerszint feletti magassága 550 méter, nagyobbik átmérője 74 km, kisebbik átmérője 16 km. Alapját andezit, triász kori mészkő, homokkő alkotja, amire agyag és homokkő rakódott a pliocén korszakban. Ez utóbbi rétegek néhol az 500 méteres vastagságot is elérik.
Hegyek veszik körbe, a Vitosa, a Lozen, a Ljulin, a Mala, a Golema és a Viszkjar. Keresztül folyik rajta az Iszker és a mellékfolyói. Éghajlata mérsékelten kontinentális, leginkább nyugati szelek jellemzőek, a csapadék átlagos mennyisége 644 mm. A medence nyugati részén termékeny csernozjom talaj alakult ki. Az öntözéshez a talajvizet és az Iszker-víztározó vizét használják fel itt. Lignitben gazdag, déli szélein pedig gyógyforrások fakadnak.